# Star Trek Fleet Command
Star Trek Fleet Command est un jeu de stratégie mobile 4X « explorer, étendre, exploiter et exterminer » créé par le développeur irlandais Digit Game Studios et publié par Scopely et CBS Interactive. Les joueurs peuvent explorer des systèmes stellaires, construire des vaisseaux, exploiter des ressources, monter en niveau, accomplir des missions, rejoindre des alliances et affronter d'autres joueurs.
Le jeu suit la ligne temporelle Kelvin de la franchise Star Trek, et inclut les personnages emblématiques de la série : Kirk, Spock, McCoy, Scotty, Sulu, Uhura, Nero, et plus encore. À l'instar de Star Trek: Sans limites de 2016, les joueurs peuvent collectionner et améliorer les personnages et se déployer sur des vaisseaux pour un élément de style jeu de rôle RPG.

## Gameplay
Dans Star Trek Fleet Command, les joueurs commencent avec une station spatiale et un vaisseau. Ils peuvent explorer des systèmes galactiques, interagir avec des PNJ et d'autres joueurs, et accomplir des missions. Les missions, l'exploitation minière et les récompenses de combat donnent au joueur des ressources utilisées pour améliorer sa station spatiale et investir dans de nouveaux vaisseaux.
Le système de combat est calculé en fonction des tours mais se déroule en temps réel. Il est possible d'attaquer ou d'être attaqué par des PNJ ou des vaisseaux d'autres joueurs. Le jeu propose un système d'alliance ainsi qu'une galaxie, une alliance et des chats privés. 
Il existe également des événements qui peuvent récompenser les joueurs avec diverses récompenses dans le jeu.
Le jeu comprend également une variété d'achats en jeu allant de 4,99 $ à 99,99 $. Le jeu a été qualifié de "pay to win". Le jeu gratuit est classé comme frustrant après le niveau 14,.

## Réception
Joe Jordan de Pocket Gamer a examiné le jeu en 2018 et a trouvé « un MMOG mobile profond qui combine sa licence, son méta-jeu et son gameplay d'une manière tout à fait agréable et engageante », donnant une note finale de 4,5 sur 5. Glenn Wilson de GameZebo a donné une note de 4 sur 5. Doug Mercer de COG Connect a examiné le jeu en donnant une note de 80 % sur 100. Le site italien multiplayer.it a donné au jeu une note de 8,2 sur 10.
Le jeu a reçu une note de 83 % selon le site Web d'agrégation de critiques GameRankings.
Le jeu a été nommé dans la catégorie « Excellence in Convergence » aux SXSW Gaming Awards et dans la catégorie « Meilleure musique dans un jeu casual/social » aux G.A.N.G. Awards 2019, et a remporté le People's Voice Award dans les catégories « Jeu de stratégie/simulation » et « Réalisation technique » aux Webby Awards 2019. Il a également été nommé dans la catégorie « Chanson/Score - Jeu vidéo mobile » aux Hollywood Music in Media Awards et dans la catégorie « Jeu de l'année » aux Pocket Gamer Mobile Games Awards. 